# Ligue des champions de l'OFC 2025
Navigation
Édition précédente Édition suivante
La Ligue des champions de l'OFC 2025 est la 24e édition de la plus prestigieuse des compétitions inter-clubs océaniennes de football.
Cette compétition organisée par l'OFC oppose les 11 meilleurs clubs de la confédération qui se sont illustrés dans leurs championnats respectifs.
Le vainqueur de la Ligue des champions se qualifie pour la Coupe intercontinentale de la FIFA 2025 et sera en lice pour potentiellement se qualifier pour la Coupe du monde des clubs de la FIFA 2029.

## Format
Pour sept des fédérations engagées (Fidji, îles Salomon, Nouvelle-Calédonie, Nouvelle-Zélande, Papouasie-Nouvelle-Guinée, Polynésie française et Vanuatu), un seul représentant est qualifié pour la phase de groupes. Pour les autres fédérations considérées comme « en développement » (Iles Cook, Samoa américaines, Samoa et Tonga), une place en tour préliminaire leur est attribuée.
Le format de la compétition est le suivant :
- La phase préliminaire réunit 4 équipes des 4 fédérations considérées comme en développement (Iles Cook, Samoa américaines, Samoa et Tonga) dans un groupe disputé dans les Iles Cook, où elles s'affrontent à une reprise. La meilleure équipe est qualifiée pour la phase de groupes[1].
- La phase de groupes réunit les 8 équipes qualifiées aux Fidji, en deux groupes de quatre équipes où elles s'affrontent à une reprise[1].
- La phase finale débute au stade des demi-finales, qui opposent les équipes classées premières et deuxièmes de chaque groupe. Les demi-finales et la finale se jouent sur un seul match.

## Participants
10 équipes provenant de 10 associations membres de l'OFC participent à la Ligue des champions 2025.
D'après le classement des fédérations de l'OFC, une liste définit le nombre de clubs que chacune a le droit d’envoyer :
- Les 7 associations majeures envoient un club en phase de groupe de la compétition ;
- Les 4 associations dites en développement envoient un club au tour préliminaire de la compétition.

Les Tonga décident de ne pas participer à cette édition de la compétition.
| Fidji                     | Fidji                     | Nouvelle-Calédonie  | Nouvelle-Calédonie  |
| ------------------------- | ------------------------- | ------------------- | ------------------- |
| Champion 2024             | Rewa FC                   | Champion 2024       | AS Tiga Sport,      |
| Nouvelle-Zélande          | Nouvelle-Zélande          | Îles Salomon        | Îles Salomon        |
| Champion 2024             | Auckland City FC          | Champion 2024       | Central Coast FC    |
| Papouasie-Nouvelle-Guinée | Papouasie-Nouvelle-Guinée | Polynésie française | Polynésie française |
| Champion 2024             | Hekari United FC          | Champion 2023-2024  | AS Pirae            |
| Vanuatu                   |                           |                     |                     |
| Champion 2024             | Ifira Black Bird FC       |                     |                     |

| Iles Cook         | Iles Cook            | Samoa         | Samoa      |
| ----------------- | -------------------- | ------------- | ---------- |
| Champion 2024     | Tupapa Maraerenga FC | Champion 2024 | Vaipuna SC |
| Samoa américaines | Samoa américaines    | Tonga         | Tonga      |
| Champion 2024     | Royal Puma FC        | Champion 2024 |            |

## Calendrier
| Nom                           | Tirage au sort   | Match            | Nombre de participants |
| ----------------------------- | ---------------- | ---------------- | ---------------------- |
| Tours de qualification (2025) |                  |                  |                        |
| Tour préliminaire             | 11 décembre 2024 | 8-14 février     | 4                      |
| Phase de groupes (2025)       |                  |                  |                        |
| Journée 1 Journée 2 Journée 3 | 11 décembre 2024 | 30 mars-12 avril | 8 (7 + 1)              |
| Phase finale (2025)           |                  |                  |                        |
| Demi-finales                  | Aucun            | 9 avril          | 4                      |
| Finale                        | Aucun            | 12 avril         | 2                      |

## Tours de qualification

### Tour préliminaire
Le tour préliminaire se joue du 8 au 14 février 2025 dans les Iles Cook.
| Rang | Équipe               | Pts | J | G | N | P | Bp | Bc | Diff |  | Résultats            |  |     |     |
| ---- | -------------------- | --- | - | - | - | - | -- | -- | ---- |  | -------------------- |  | --- | --- |
| 1    | Tupapa Maraerenga FC | 4   | 2 | 1 | 1 | 0 | 5  | 4  | +1   |  | Tupapa Maraerenga FC |  | 2-1 | 3-3 |
| 2    | Vaipuna SC           | 3   | 2 | 1 | 0 | 1 | 5  | 2  | +3   |  | Vaipuna SC           |  |     | 4-0 |
| 3    | Royal Puma FC        | 1   | 2 | 0 | 1 | 1 | 3  | 7  | -4   |  | Royal Puma FC        |  |     |     |

### Phase de groupes
La phase de groupe, initialement prévue au Fidji, se joue du 30 mars au 6 avril 2025 dans les Iles Salomon.

#### Groupe A
| Rang | Équipe           | Pts | J | G | N | P | Bp | Bc | Diff |  | Résultats        |  |     |     |     |
| ---- | ---------------- | --- | - | - | - | - | -- | -- | ---- |  | ---------------- |  | --- | --- | --- |
| 1    | Auckland City FC | 7   | 3 | 2 | 1 | 0 | 4  | 1  | +3   |  | Auckland City FC |  | 2-0 | 1-0 | 1-1 |
| 2    | AS Tiga Sport    | 4   | 3 | 1 | 1 | 1 | 5  | 5  | 0    |  | AS Tiga Sport    |  |     | 1-1 | 4-2 |
| 3    | AS Pirae         | 4   | 3 | 1 | 1 | 1 | 2  | 2  | 0    |  | AS Pirae         |  |     |     | 1-0 |
| 4    | Rewa FC          | 1   | 3 | 0 | 1 | 2 | 3  | 6  | -3   |  | Rewa FC          |  |     |     |     |

#### Groupe B
| Rang | Équipe               | Pts | J | G | N | P | Bp | Bc | Diff |  | Résultats            |  |     |     |     |
| ---- | -------------------- | --- | - | - | - | - | -- | -- | ---- |  | -------------------- |  | --- | --- | --- |
| 1    | Hekari United FC     | 7   | 3 | 2 | 1 | 0 | 13 | 1  | +12  |  | Hekari United FC     |  | 1-1 | 3-0 | 9-0 |
| 2    | Ifira Black Bird FC  | 5   | 3 | 1 | 2 | 0 | 5  | 2  | +3   |  | Ifira Black Bird FC  |  |     | 1-1 | 3-0 |
| 3    | Central Coast FC     | 4   | 3 | 1 | 1 | 1 | 8  | 4  | +4   |  | Central Coast FC     |  |     |     | 7-0 |
| 4    | Tupapa Maraerenga FC | 0   | 3 | 0 | 0 | 3 | 0  | 19 | -19  |  | Tupapa Maraerenga FC |  |     |     |     |

## Phase finale

### Demi-finales
| Équipe           | Score | Équipe              |
| ---------------- | ----- | ------------------- |
| Auckland City FC | 2 - 0 | Ifira Black Bird FC |
| Hekari United FC | 1 - 0 | AS Tiga Sport       |

### Finale
| Équipe           | Score | Équipe           |
| ---------------- | ----- | ---------------- |
| Auckland City FC | 2 - 0 | Hekari United FC |

### Tableau final
|  | Demi-finales        | Demi-finales        | Demi-finales     | Demi-finales     |                  |                  | Finale        | Finale        | Finale        | Finale        |
|  |                     |                     |                  |                  |                  |                  |               |               |               |               |
|  | 9 avril 2025        | 9 avril 2025        | 9 avril 2025     | 9 avril 2025     |                  |                  | 12 avril 2025 | 12 avril 2025 | 12 avril 2025 | 12 avril 2025 |
|  | Auckland City FC    | Auckland City FC    | 2                | 2                |                  |                  | 12 avril 2025 | 12 avril 2025 | 12 avril 2025 | 12 avril 2025 |
|  | Auckland City FC    | Auckland City FC    | 2                | 2                |                  |                  | 12 avril 2025 | 12 avril 2025 | 12 avril 2025 | 12 avril 2025 |
|  | Ifira Black Bird FC | Ifira Black Bird FC | 0                | 0                |                  |                  | 12 avril 2025 | 12 avril 2025 | 12 avril 2025 | 12 avril 2025 |
|  | Ifira Black Bird FC | Ifira Black Bird FC | 0                | 0                | Auckland City FC | Auckland City FC | 2             | 2             |               |               |
|  | 9 avril 2025        |                     |                  |                  | Auckland City FC | Auckland City FC | 2             | 2             |               |               |
|  |                     |                     | Hekari United FC | Hekari United FC | 0                | 0                |               |               |               |               |
|  | Hekari United FC    | Hekari United FC    | Hekari United FC | Hekari United FC | 0                | 0                | 1             | 1             |               |               |
|  | Hekari United FC    | Hekari United FC    |                  |                  |                  |                  |               | 1             |               |               |
|  | AS Tiga Sport       | AS Tiga Sport       | 0                | 0                |                  |                  |               |               |               |               |
|  | AS Tiga Sport       | AS Tiga Sport       | 0                | 0                |                  |                  |               |               |               |               |